# Petrivske (Halcea), Kaharlîk
Petrivske (în ucraineană Петрівське) este un sat în comuna Halcea din raionul Kaharlîk, regiunea Kiev, Ucraina.

## Demografie
Componența lingvistică a localității Petrivske
     Ucraineană (100%)
Conform recensământului din 2001, toată populația localității Petrivske era vorbitoare de ucraineană (100%).